# Upplands runinskrifter 665
Upplands runinskrifter 665 är en vikingatida runsten av granit i Finstaholm, Häggeby socken och Håbo kommun. Runslingan är lagd i en cirkel med ändarna omlott. Runstenen är 1,5 meter hög och 0,95 meter bred. Ristning vetter mot sydöst. Runhöjden är mellan 6 och 12 centimeter.
Ristningen på U 665 har en mindre vanlig form med runslingan lagd i en ring. Samma mönster finns på ytterligare en sten i trakten, U 672. De två stenarna har även fler likheter och det råder inget tvivel om att de ristningarna är gjorda av samme runristare. Även U 667 är av liknande karaktär.

## Inskriften
Translitterering av runraden:
· ikul·fhstr · auk · faþi · auk · fast·ulfr · þair · letu · gera · merki · þesa · at · asur · faþur · sin ·
Normalisering till runsvenska:
Igulfastr ok Faði ok Fastulfʀ þæiʀ letu gæra mærki þessa at Assur, faður sinn.
Översättning till nusvenska:
Igulfast och Fade och Fastulv de läto göra dessa minnesmärken efter Assur, sin fader.